# 阿部昭吾
阿部 昭吾（あべ しょうご、1928年〈昭和3年〉8月10日 - 2015年〈平成27年〉1月4日）は、日本の政治家。位階は正四位、勲等は勲一等。衆議院議員（10期）、社会民主連合書記長（第2代）・国会対策委員長、衆議院環境委員長、山形県議会議員（2期）を務めた。

## 来歴
山形県飽海郡一条村（現酒田市）の農家に生まれる。法政大学法学部在学中から左派社会党所属の上林与市郎衆議院議員の秘書を務める。1951年、法政大学法学部卒業。1954年、全日本農民組合連合会青年部長をするなど農民運動に携わり、1959年、山形県議会議員選挙に立候補し当選。2期務める。
1967年、上林の地盤を引き継ぎ、第31回衆議院議員総選挙に日本社会党公認で旧山形2区（定数4）から立候補。得票数4位で初当選した。以後、10期連続で当選。1977年、社会党に離党届を提出するが、受理されず除名処分が下った。翌1978年、社会民主連合の結党に参加。田英夫代表の下、党国会対策委員長に任命される。その後副書記長や、江田五月代表の下で書記長を務めるが、社民連の解党まで一貫して国対委員長の座にあった。
1994年の社民連解党に伴い、日本新党に入党した。1994年、日本新党の解党により新進党結党に参加した。1996年の第41回衆議院議員総選挙には比例東北ブロック単独で立候補したが落選し、政界から引退した。
新進党解党後は民主党山形県連顧問を務めた。
1999年4月の春の叙勲で勲一等に叙され、瑞宝章を受章する。
2015年1月4日、肺炎のため、庄内余目病院で死去した。86歳没。死没日付をもって正四位に叙された。

## 人物
全日本農民組合連合会青年部長であった当時、ソビエト連邦を訪問。コルホーズ・ソフホーズの作物の不出来、農場員たちが市場で現金収入を得るために耕していた小農場の充実ぶりを目にし、共産主義の行き詰まりを確信するようになった。日本社会党から衆議院議員に当選後、構造改革を唱える江田三郎の派閥に属し、後に社会党を離党して、江田が結党した社会市民連合の後身にあたる社会民主連合に入党した。
新東京国際空港（現・成田国際空港）の一坪共有地の名義人の1人であった。また、党派を超えて庄内空港の実現に尽力した。
選択的夫婦別姓制度の導入に賛成。

## 著書
- 『草の根悠久：政治運動者の軌跡』 現代の理論社、1981年（昭和56年）
- 『草の根光芒：一政治運動者の軌跡』 第一書林、1992年（平成4年） ISBN 4-88646-074-7